# Niqmepa
Niqmepa est un roi du royaume d'Ougarit, situé sur la côte de l'actuelle Syrie. Il eut un long règne, d'environ 1315 à 1260 av. J.-C.

## Biographie

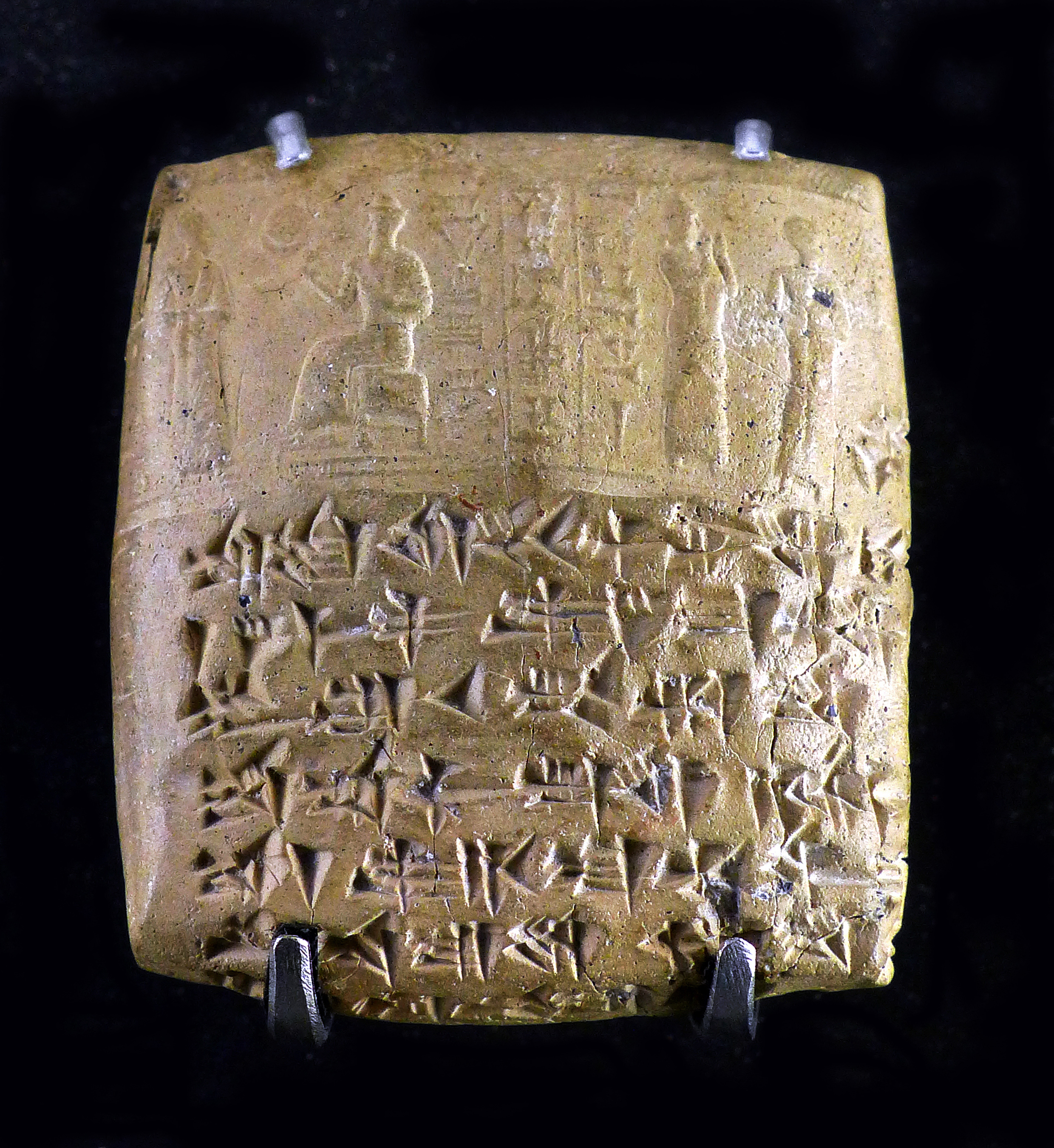
Contrat au nom du roi Niqmepa (musée du Louvre).

Niqmepa monte sur le trône en renversant son frère Ar-halba, lancé dans une révolte contre le roi hittite Mursili II et qui subit un lourd échec. Niqmepa choisit donc sagement de se soumettre au grand roi, qui lui impose un traité de paix qui nous est parvenu, contenant les clauses de la mise en vassalité du royaume d'Ougarit.
Le royaume d'Ougarit devient un vassal fidèle des Hittites. En fait, le royaume est placé sous l'autorité des rois de Karkemish, issus de la dynastie royale hittite, qui assurent le relai du pouvoir central de Hattusa. Le royaume d'Ougarit perd aussi son autorité sur deux petits royaumes vassaux, le Siyannou et l'Oushtanou, qui passent sous le contrôle de Karkemish.
Après la régence de son épouse Ahat-milki, son fils Ammistamru II lui succède.